# Taurina
La taurina, o acid 2-aminoetàsulfònic, és un àcid orgànic. És un ingredient d'algunes begudes energètiques tot i que no s'ha provat que produeixi la pretesa energia.

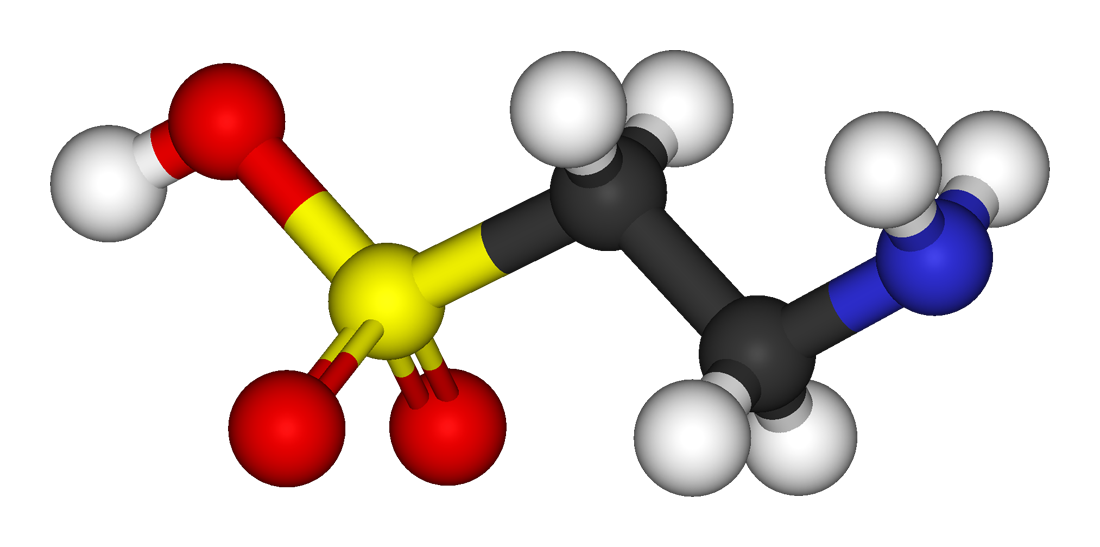
Fórmula química tridimensional

Es troba en els organismes animals, també en els humans, per exemple en els budells. En els mamífers se sintetitza en el pàncrees La taurina és un derivat de la cisteïna, un aminoàcid que conté sofre. És un dels pocs àcids sulfònics que ocorren de manera natural. Els gats no sintetitzen la taurina, de manera que cal que la incorporin a la seva dieta.
El 1827 Friedrich Tiedemann i Leopold Gmelin la van aïllar a partir de la bilis d'un bou i per això la van anomenar taurina (del llatí taurus, toro). Parlant estrictament hom no pot dir que sigui un aminoàcid, ja que no té el grup carboxil, tot i que sovint es diu que ho és, fins i tot en l'àmbit científic.

## Consum diari en l'alimentació

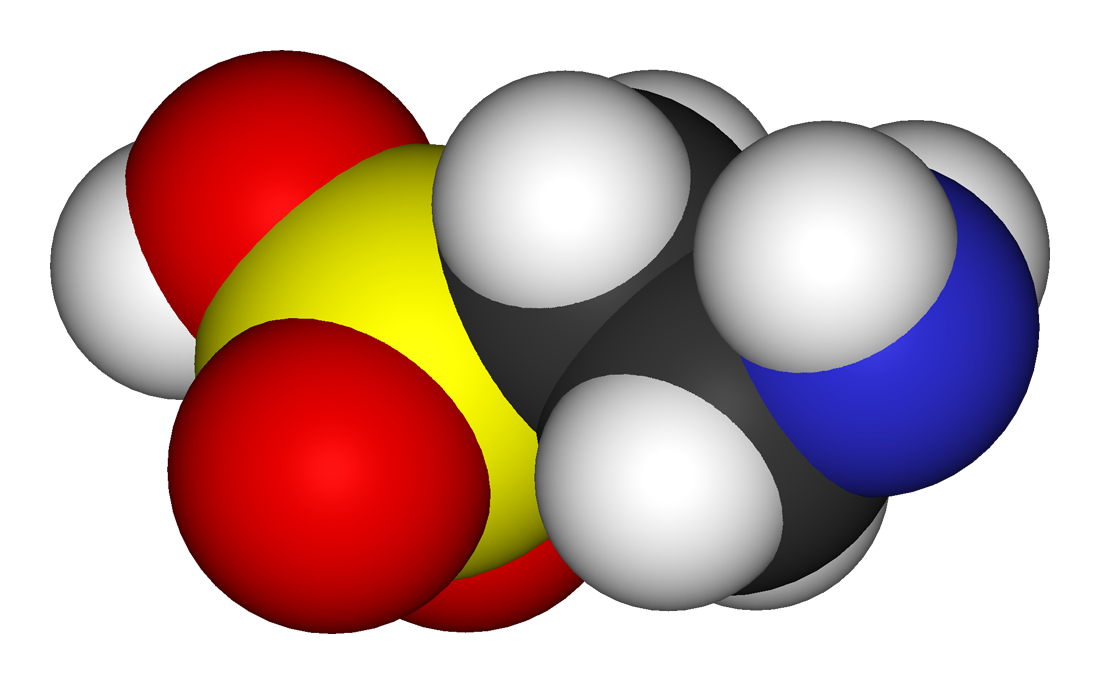
Formula molecular

La taurina és present en el peix i la carn i la ingesta diària sol ser d'uns 58 mg, però es redueix a quasi gens en les persones que segueixen una dieta vegetariana.